# Кельман, Даниэль
Даниэль Кельман (нем. Daniel Kehlmann; род. 3 января 1975, Мюнхен) — австрийский и немецкий писатель. Автор интеллектуального бестселлера об учёных Карле Фридрихе Гауссе и Александре Гумбольдте «Измеряя мир» (2006) — самого кассового романа на немецком языке со времени «Парфюмера» (1985).

## Жизнь и творчество
Сын австрийского телевизионного режиссёра, выходца из Вены Михаэля Кельмана. Дед Даниэля, Эдуард Кельман, был австрийским писателем-экспрессионистом. В шестилетнем возрасте вернулся в родной город отца, где закончил иезуитскую школу. Затем учился в Венском университете, защищал диссертацию по проблеме возвышенного у Канта.
Первый роман («Магия Берхольма») опубликовал в 1997 году, ещё будучи студентом. Со студенческих же лет сотрудничает с крупными немецкоязычными газетами — Süddeutsche Zeitung, Frankfurter Rundschau, Frankfurter Allgemeine Zeitung. Читает лекции по поэтике в университетах Германии. Живёт в Берлине и Вене.
Испытал влияние латиноамериканского магического реализма, фантастической прозы писателей пражской школы (Кубин, Перуц). В первое десятилетие XXI века получил известность как «вундеркинд» и главная надежда немецкой литературы.
Член Майнцской академии наук и литературы, Немецкой академии языка и литературы. Лауреат премий «Кандид» (2005), Клейста, Хаймито Додерера, премии общества Конрада Аденауэра (все — 2006), газеты Welt (2007), премии Томаса Манна (2008) и других наград.
В 2020 году роман «Тилль» попал в шорт-лист Международной Букеровской премии.

## Произведения
- «Магия Берхольма» (Beerholms Vorstellung; 1997, роман)
- Unter der Sonne (1998, новеллы)
- «Время Малера» (Mahlers Zeit; 1999, роман)
- «Последний предел» (Der fernste Ort; 2001, роман)
- «Я и Камински» (Ich und Kaminski; 2003, роман, экранизирован в 2015)
- «Измеряя мир» (Die Vermessung der Welt; 2005, роман, экранизирован в 2012)
- Wo ist Carlos Montúfar? (2005, эссе)
- «Слава» (Ruhm; 2009, роман в новеллах)
- «Ф» (F; 2013 роман)
- «Тилль» (Tyll; 2017, роман)
- «Светотень» (Lichtspiel; 2023, роман)

В переводе на русский язык
- Магия Берхольма. — СПб.: Азбука-классика, 2003. Перевод В. Ахтырской
- Время Малера. — СПб: Азбука-классика, 2004 (кроме заглавного романа, включает рассказы: «Ограбление банка», «Убить», «Под солнцем», «Развязка», PYR, «Критика», «Пост», «Снег»). Перевод А. Кацуры
- Последний предел. — СПб: Азбука-классика, 2004 (кроме заглавного романа, включает роман «Я и Каминский»). Перевод А. Кацуры и В. Ахтырской
- Измеряя мир. — СПб: Амфора (серия Фрам), 2009. Перевод Г. Косарик.
- Ф — АСТ, 2017 г. Перевод Т. Зборовской.
- Слава. — АСТ, 2018. Перевод Т. Збровской.
- Тилль — АСТ, 2022. Перевод Александры Берлиной.
- Светотень — Fresh Verlag, 2024. Перевод Александры Берлиной.

## Экранизации
- Измеряя мир (Die Vermessung der Welt; 2012)
- Я и Камински[англ.] (Ich und Kaminski; 2015)
- Тебе стоило уйти (You Should Have Left; 2020)